# Big Machine Music City Grand Prix 2022
De Big Machine Music City Grand Prix 2022 was de veertiende ronde van de IndyCar Series 2022. De race werd op 7 augustus 2022 verreden in Nashville, Tennessee op het Nashville Street Circuit. De race bestond uit 80 ronden en werd gewonnen door Scott Dixon.

## Inschrijvingen
W = eerdere winnaar
R = rookie
| No.   | Coureur               | Team                                    | Motor     |
| ----- | --------------------- | --------------------------------------- | --------- |
| 2     | Josef Newgarden       | Team Penske                             | Chevrolet |
| 3     | Scott McLaughlin      | Team Penske                             | Chevrolet |
| 4     | Dalton Kellett        | A. J. Foyt Enterprises                  | Chevrolet |
| 5     | Patricio O'Ward       | Arrow McLaren SP                        | Chevrolet |
| 06    | Hélio Castroneves     | Meyer Shank Racing                      | Honda     |
| 7     | Felix Rosenqvist      | Arrow McLaren SP                        | Chevrolet |
| 8     | Marcus Ericsson W     | Chip Ganassi Racing                     | Honda     |
| 9     | Scott Dixon           | Chip Ganassi Racing                     | Honda     |
| 10    | Álex Palou            | Chip Ganassi Racing                     | Honda     |
| 12    | Will Power            | Team Penske                             | Chevrolet |
| 14    | Kyle Kirkwood R       | A. J. Foyt Enterprises                  | Chevrolet |
| 15    | Graham Rahal          | Rahal Letterman Lanigan Racing          | Honda     |
| 16    | Simona De Silvestro   | Paretta Autosport                       | Chevrolet |
| 18    | David Malukas R       | Dale Coyne Racing with HMD Motorsports  | Honda     |
| 20    | Conor Daly            | Ed Carpenter Racing                     | Chevrolet |
| 21    | Rinus VeeKay          | Ed Carpenter Racing                     | Chevrolet |
| 26    | Colton Herta          | Andretti Autosport                      | Honda     |
| 27    | Alexander Rossi       | Andretti Autosport                      | Honda     |
| 28    | Romain Grosjean       | Andretti Autosport                      | Honda     |
| 29    | Devlin DeFrancesco R  | Andretti Steinbrenner Autosport         | Honda     |
| 30    | Christian Lundgaard R | Rahal Letterman Lanigan Racing          | Honda     |
| 45    | Jack Harvey           | Rahal Letterman Lanigan Racing          | Honda     |
| 48    | Jimmie Johnson        | Chip Ganassi Racing                     | Honda     |
| 51    | Takuma Sato           | Dale Coyne Racing with Rick Ware Racing | Honda     |
| 60    | Simon Pagenaud        | Meyer Shank Racing                      | Honda     |
| 77    | Callum Ilott R        | Juncos Hollinger Racing                 | Chevrolet |
| Bron: |                       |                                         |           |

## Classificatie

### Trainingen

#### Training 1
| Pos.  | No. | Coureur               | Team                                   | Motor     | Tijd       |
| ----- | --- | --------------------- | -------------------------------------- | --------- | ---------- |
| 1     | 30  | Christian Lundgaard R | Rahal Letterman Lanigan Racing         | Honda     | 01:15.9659 |
| 2     | 7   | Felix Rosenqvist      | Arrow McLaren SP                       | Chevrolet | 01:16.2050 |
| 3     | 18  | David Malukas R       | Dale Coyne Racing with HMD Motorsports | Honda     | 01:16.2366 |
| Bron: |     |                       |                                        |           |            |

#### Training 2
| Pos.  | No. | Coureur          | Team        | Motor     | Tijd       |
| ----- | --- | ---------------- | ----------- | --------- | ---------- |
| 1     | 3   | Scott McLaughlin | Team Penske | Chevrolet | 01:15.4609 |
| 2     | 2   | Josef Newgarden  | Team Penske | Chevrolet | 01:15.7554 |
| 3     | 12  | Will Power       | Team Penske | Chevrolet | 01:15.8415 |
| Bron: |     |                  |             |           |            |

### Kwalificatie
| Pos.  | No. | Coureur               | Team                                    | Motor     | Tijd       | Tijd       | Tijd       | Tijd       | Grid |
| Pos.  | No. | Coureur               | Team                                    | Motor     | Ronde 1    | Ronde 1    | Ronde 2    | Ronde 3    | Grid |
| Pos.  | No. | Coureur               | Team                                    | Motor     | Groep 1    | Groep 2    | Ronde 2    | Ronde 3    | Grid |
| ----- | --- | --------------------- | --------------------------------------- | --------- | ---------- | ---------- | ---------- | ---------- | ---- |
| 1     | 3   | Scott McLaughlin      | Team Penske                             | Chevrolet | N/A        | 01:14.7742 | 01:14.6788 | 01:14.5555 | 1    |
| 2     | 28  | Romain Grosjean       | Andretti Autosport                      | Honda     | N/A        | 01:15.1382 | 01:14.7679 | 01:14.6975 | 2    |
| 3     | 30  | Christian Lundgaard R | Rahal Letterman Lanigan Racing          | Honda     | N/A        | 01:14.8331 | 01:14.8086 | 01:14.7149 | 3    |
| 4     | 10  | Álex Palou            | Chip Ganassi Racing                     | Honda     | 01:15.9983 | N/A        | 01:14.6437 | 01:14.9087 | 4    |
| 5     | 5   | Patricio O'Ward       | Arrow McLaren SP                        | Chevrolet | N/A        | 01:15.1494 | 01:14.9373 | 01:14.9261 | 5    |
| 6     | 2   | Josef Newgarden       | Team Penske                             | Chevrolet | 01:16.7541 | N/A        | 01:14.8284 | 01:15.1461 | 6    |
| 7     | 18  | David Malukas R       | Dale Coyne Racing with HMD Motorsports  | Honda     | 01:16.6882 | N/A        | 01:14.9616 | N/A        | 7    |
| 8     | 12  | Will Power            | Team Penske                             | Chevrolet | N/A        | 01:14.7460 | 01:14.9818 | N/A        | 8    |
| 9     | 15  | Graham Rahal          | Rahal Letterman Lanigan Racing          | Honda     | N/A        | 01:15.2383 | 01:15.3112 | N/A        | 9    |
| 10    | 21  | Rinus VeeKay          | Ed Carpenter Racing                     | Chevrolet | 01:17.7101 | N/A        | 01:15.3897 | N/A        | 10   |
| 11    | 45  | Jack Harvey           | Rahal Letterman Lanigan Racing          | Honda     | 01:16.6324 | N/A        | 01:15.9758 | N/A        | 11   |
| 12    | 4   | Dalton Kellett        | A. J. Foyt Enterprises                  | Chevrolet | 01:17.7521 | N/A        | 01:16.5600 | N/A        | 12   |
| 13    | 60  | Simon Pagenaud        | Meyer Shank Racing                      | Honda     | 01:19.4039 | N/A        | N/A        | N/A        | 13   |
| 14    | 9   | Scott Dixon           | Chip Ganassi Racing                     | Honda     | N/A        | 01:15.3179 | N/A        | N/A        | 14   |
| 15    | 7   | Felix Rosenqvist      | Arrow McLaren SP                        | Chevrolet | 01:21.1784 | N/A        | N/A        | N/A        | 15   |
| 16    | 14  | Kyle Kirkwood R       | A. J. Foyt Enterprises                  | Chevrolet | N/A        | 01:15.4382 | N/A        | N/A        | 16   |
| 17    | 27  | Alexander Rossi       | Andretti Autosport                      | Honda     | 01:21.4579 | N/A        | N/A        | N/A        | 17   |
| 18    | 8   | Marcus Ericsson W     | Chip Ganassi Racing                     | Honda     | N/A        | 01:15.4501 | N/A        | N/A        | 18   |
| 19    | 77  | Callum Ilott R        | Juncos Hollinger Racing                 | Chevrolet | 01:57.6982 | N/A        | N/A        | N/A        | 19   |
| 20    | 51  | Takuma Sato           | Dale Coyne Racing with Rick Ware Racing | Honda     | N/A        | 01:15.5935 | N/A        | N/A        | 20   |
| 21    | 16  | Simona De Silvestro   | Paretta Autosport                       | Chevrolet | Geen tijd  | N/A        | N/A        | N/A        | 21   |
| 22    | 20  | Conor Daly            | Ed Carpenter Racing                     | Chevrolet | N/A        | 01:16.3955 | N/A        | N/A        | 22   |
| 23    | 26  | Colton Herta          | Andretti Autosport with Curb-Agajanian  | Honda     | Geen tijd  | N/A        | N/A        | N/A        | 23   |
| 24    | 06  | Hélio Castroneves     | Meyer Shank Racing                      | Honda     | N/A        | 01:16.5898 | N/A        | N/A        | 26*1 |
| 25    | 29  | Devlin DeFrancesco R  | Andretti Steinbrenner Autosport         | Honda     | Geen tijd  | N/A        | N/A        | N/A        | 24   |
| 26    | 48  | Jimmie Johnson        | Chip Ganassi Racing                     | Honda     | N/A        | 01:17.5888 | N/A        | N/A        | 25   |
| Bron: |     |                       |                                         |           |            |            |            |            |      |

- Vetgedrukte tekst geeft de snelste tijd in de sessie aan.

*1 - Hélio Castroneves kreeg een gridstraf van zes plaatsen wegens een niet-goedgekeurde motorwissel.

### Warmup
| Pos.  | No. | Coureur          | Team                                   | Motor     | Tijd       |
| ----- | --- | ---------------- | -------------------------------------- | --------- | ---------- |
| 1     | 9   | Scott Dixon      | Chip Ganassi Racing                    | Honda     | 01:15.6050 |
| 2     | 26  | Colton Herta     | Andretti Autosport with Curb-Agajanian | Honda     | 01:15.6760 |
| 3     | 3   | Scott McLaughlin | Team Penske                            | Chevrolet | 01:16.0134 |
| Bron: |     |                  |                                        |           |            |

### Race
De race zou starten om 15:30 ET op 7 augustus 2022. Door bliksem in de omgeving werd echter een bliksemafzetting ingelast, waardoor de start werd uitgesteld tot 17:13 ET.
Tijdens de race moest Marcus Ericsson drie plekken prijsgeven voor het uit formatie komen en passeren voor de start van de race. In de derde ronde botste Colton Herta tegen de muur toen hij Dalton Kellett aan de buitenkant van bocht 4 wilde passeren. Herta kon terug naar de pits waar de neus van zijn auto werd vervangen. Door de tijd die dit kostte, liep hij echter een ronde achterstand op. In ronde 8, kort na de pits, blokkeerden de achterwielen van Alexander Rossi's auto bij het ingaan van bocht 10. Dit blokkeerde de motor en leidde tot de eerste gele vlag van de race. De baanploeg kon Rossi's wagen terug starten, maar hij verloor een ronde terwijl hij wachtte op de herstart.
In ronde 22 spinde Hélio Castroneves bij het uitkomen van bocht 3, maar hij raakte de muur niet. Dit veroorzaakte de tweede volledige gele vlag. Veel teams kozen ervoor om te pitten tijdens deze gele vlag. Álex Palou had net voor de gele vlag gepit en ging daarom niet opnieuw pitten. Pole-sitter Scott McLaughlin had tot dan toe de race geleid, maar toen hij en vele andere coureurs hun pitstop maakten, kwam de leiding in handen van Palou. In ronde 26, kort na de herstart, ontstond er een kettingbotsing toen auto's vertraagden op weg door de bochten 6 en 7. Dit leidde ertoe dat Graham Rahal de achterkant van Pato O'Ward raakte die op zijn beurt Will Power aantikte. Het contact brak blijkbaar O'Ward's versnellingsbak en hij kon niet meer verder. Rahal hinkte terug naar de pits en raakte onderweg de muur. Verder achter hen viel Callum Ilott stil terwijl Dalton Kellett en Simona De Silvestro schade opliepen en daarmee hun race beëindigden. Scott Dixon werd van achteren geraakt maar kon verder rijden.
Na de herstart waren er in de 33e ronde twee afzonderlijke incidenten. Alexander Rossi en Callum Ilott kwamen in de uitloopzone van bocht 9 terecht maar konden verder rijden. Even verderop in bocht 10 belandden Devlin DeFrancesco en Takuma Sato in de muur, waarmee hun race eindigden. Deze incidenten zorgden voor nog een volledige gele vlag, de vierde van de race. In ronde 52 raakte Graham Rahal de muur in bocht 4. Rinus VeeKay kon Rahal niet ontwijken en botste tegen de achterkant van zijn auto. Will Power en Jimmie Johnson, die onmiddellijk daarachter zaten, konden het wrak ternauwernood missen. VeeKay kon met schade aan de voorvleugel terug naar de pits hinken. Alex Palou had tot op dat moment de leiding in de wedstrijd in handen gehouden, maar moest tijdens de daaropvolgende gele vlag pitten. Hierdoor kwam de leiding bij de herstart in handen van Josef Newgarden. Hij werd gevolgd door Scott Dixon die twaalf ronden eerder had gepit dan Newgarden.
In ronde 64 probeerde Kyle Kirkwood aan de binnenkant van bocht 9 David Malukas te laat te passeren. Toen Malukas de bocht indraaide, klemde hij Kirkwood tussen zichzelf en de binnenmuur. Het gevolg was dat beide auto's tegen de buitenmuur schoven en daarmee hun race beëindigden. Tijdens de gele vlag ging Newgarden de pits in, en kwam de leiding in handen van Scott Dixon. De race werd hervat met nog 11 ronden te gaan. Vier ronden later, met nog 7 ronden te gaan, spinde Jimmie Johnson aan het einde van het rechte stuk op weg naar bocht 4 en raakte de muur. Dit betekende de zevende gele vlag. Bij de herstart twee ronden later probeerde Josef Newgarden verschillende wagens te passeren aan de binnenkant van bocht 9 (de eerste bocht na de herstartlijn). Hij duwde Romain Grosjean in de buitenmuur, waardoor zijn race eindigde. De IndyCar-officials besloten de race met een rode vlag af te stoppen omdat ze de race onder groen wilden beëindigen. De race werd hervat met nog twee ronden te gaan en Scott Dixon lag nog steeds aan de leiding, een voorsprong die hij tot het einde van de race behield. Deze overwinning was Dixons 53e, waarmee hij de tweede plaats bezette op de lijst van Amerikaanse overwinningen in open-wheel races aller tijden. Hij won er meer dan welke coureur dan ook, op A.J. Foyt na.
| Pos.                                                                  | No. | Coureur               | Team                                    | Motor     | Rondes | Tijd            | Pit stops | Grid | Geleide ronden | Pts. |
| --------------------------------------------------------------------- | --- | --------------------- | --------------------------------------- | --------- | ------ | --------------- | --------- | ---- | -------------- | ---- |
| 1                                                                     | 9   | Scott Dixon           | Chip Ganassi Racing                     | Honda     | 80     | 02:06:24.2439   | 7         | 14   | 15             | 51   |
| 2                                                                     | 3   | Scott McLaughlin      | Team Penske                             | Chevrolet | 80     | +0.1067         | 3         | 1    | 22             | 42   |
| 3                                                                     | 10  | Álex Palou            | Chip Ganassi Racing                     | Honda     | 80     | +0.6100         | 3         | 4    | 31             | 38   |
| 4                                                                     | 27  | Alexander Rossi       | Andretti Autosport                      | Honda     | 80     | +0.9412         | 5         | 17   |                | 32   |
| 5                                                                     | 26  | Colton Herta          | Andretti Autosport with Curb-Agajanian  | Honda     | 80     | +1.3942         | 4         | 23   |                | 30   |
| 6                                                                     | 2   | Josef Newgarden       | Team Penske                             | Chevrolet | 80     | +2.1828         | 4         | 6    | 12             | 29   |
| 7                                                                     | 7   | Felix Rosenqvist      | Arrow McLaren SP                        | Chevrolet | 80     | +2.8426         | 4         | 15   |                | 26   |
| 8                                                                     | 30  | Christian Lundgaard R | Rahal Letterman Lanigan Racing          | Honda     | 80     | +3.2724         | 3         | 3    |                | 24   |
| 9                                                                     | 60  | Simon Pagenaud        | Meyer Shank Racing                      | Honda     | 80     | +4.4000         | 3         | 13   |                | 22   |
| 10                                                                    | 45  | Jack Harvey           | Rahal Letterman Lanigan Racing          | Honda     | 80     | +5.1560         | 5         | 11   |                | 20   |
| 11                                                                    | 12  | Will Power            | Team Penske                             | Chevrolet | 80     | +6.7843         | 3         | 8    |                | 19   |
| 12                                                                    | 21  | Rinus VeeKay          | Ed Carpenter Racing                     | Chevrolet | 79     | +1 ronde        | 5         | 10   |                | 18   |
| 13                                                                    | 06  | Hélio Castroneves     | Meyer Shank Racing                      | Honda     | 79     | +1 ronde        | 9         | 26   |                | 17   |
| 14                                                                    | 8   | Marcus Ericsson W     | Chip Ganassi Racing                     | Honda     | 76     | Versnellingsbak | 3         | 18   |                | 16   |
| 15                                                                    | 77  | Callum Ilott R        | Juncos Hollinger Racing                 | Chevrolet | 76     | +4 rondes       | 8         | 19   |                | 15   |
| 16                                                                    | 28  | Romain Grosjean       | Andretti Autosport                      | Honda     | 75     | Contact         | 2         | 2    |                | 14   |
| 17                                                                    | 20  | Conor Daly            | Ed Carpenter Racing                     | Chevrolet | 74     | +6 rondes       | 4         | 22   |                | 13   |
| 18                                                                    | 48  | Jimmie Johnson        | Chip Ganassi Racing                     | Honda     | 72     | Contact         | 3         | 25   |                | 12   |
| 19                                                                    | 14  | Kyle Kirkwood R       | A. J. Foyt Enterprises                  | Chevrolet | 63     | Contact         | 2         | 16   |                | 11   |
| 20                                                                    | 18  | David Malukas R       | Dale Coyne Racing with HMD Motorsports  | Honda     | 63     | Contact         | 2         | 7    |                | 10   |
| 21                                                                    | 51  | Takuma Sato           | Dale Coyne Racing with Rick Ware Racing | Honda     | 32     | Contact         | 1         | 20   |                | 9    |
| 22                                                                    | 29  | Devlin DeFrancesco R  | Andretti Steinbrenner Autosport         | Honda     | 32     | Contact         | 2         | 24   |                | 8    |
| 23                                                                    | 15  | Graham Rahal          | Rahal Letterman Lanigan Racing          | Honda     | 29     | Contact         | 2         | 9    |                | 7    |
| 24                                                                    | 5   | Patricio O'Ward       | Arrow McLaren SP                        | Chevrolet | 25     | Contact         | 1         | 5    |                | 6    |
| 25                                                                    | 4   | Dalton Kellett        | A. J. Foyt Enterprises                  | Chevrolet | 25     | Contact         | 1         | 12   |                | 5    |
| 26                                                                    | 16  | Simona De Silvestro   | Paretta Autosport                       | Chevrolet | 25     | Contact         | 1         | 21   |                | 5    |
| Snelste ronde: Scott McLaughlin (Team Penske) – 01:15.7491 (ronde 48) |     |                       |                                         |           |        |                 |           |      |                |      |
| Bron:                                                                 |     |                       |                                         |           |        |                 |           |      |                |      |

## Tussenstanden kampioenschap
| Pos. | Coureur         | Punten |
| ---- | --------------- | ------ |
| 1.   | Will Power      | 450    |
| 2.   | Scott Dixon     | 444    |
| 3.   | Marcus Ericsson | 438    |
| 4.   | Josef Newgarden | 428    |
| 5.   | Álex Palou      | 417    |

| Pos. | Team      | Punten |
| 1.   | Chevrolet | 1157   |
| 2.   | Honda     | 1089   |